# منطقه حفاظت‌شده اولیوکما
منطقه حفاظت‌شده اولیوکما (روسی: Олёкминский) یک منطقه حفاظت‌شده در استان یاقوتستان کشور روسیه است.